# Mount Hood National Forest

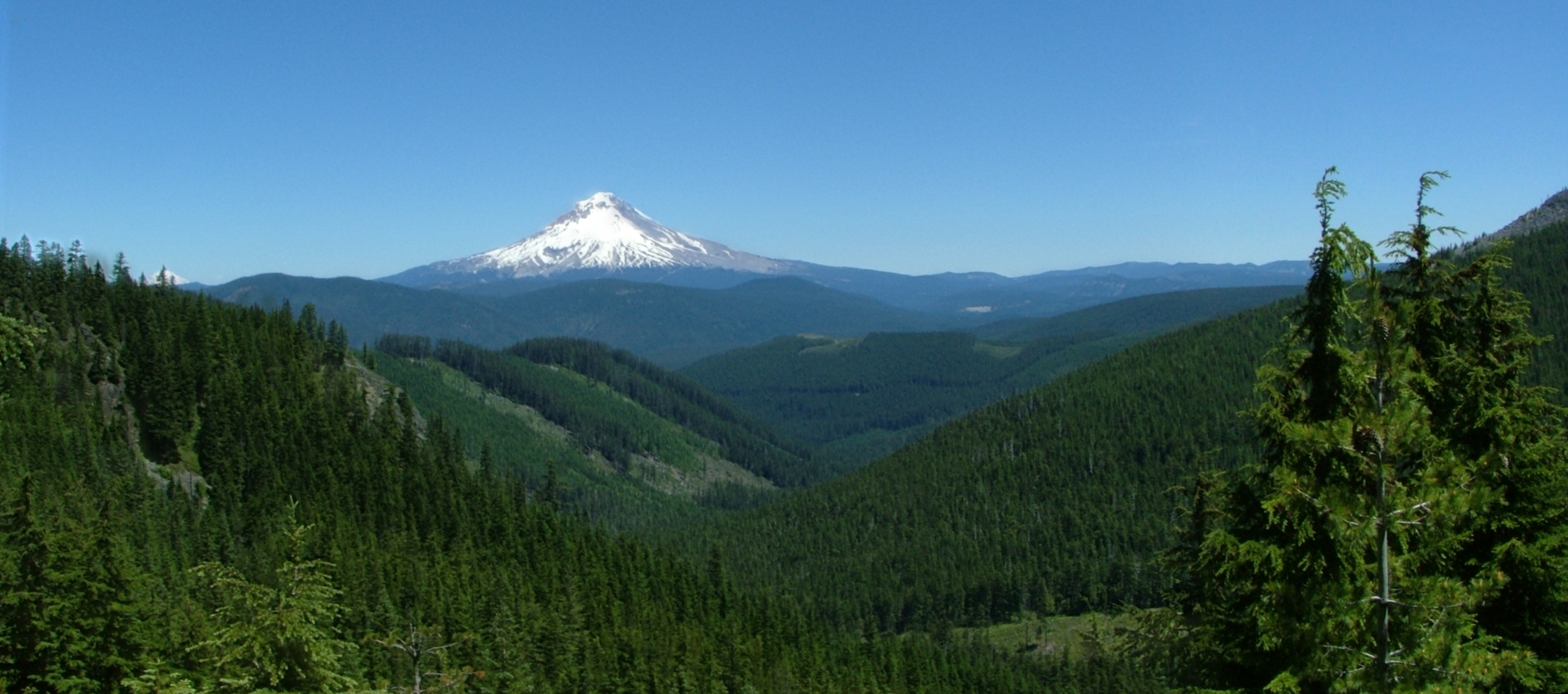
Mount Hood steekt uit boven de groene bossen van Mount Hood National Forest

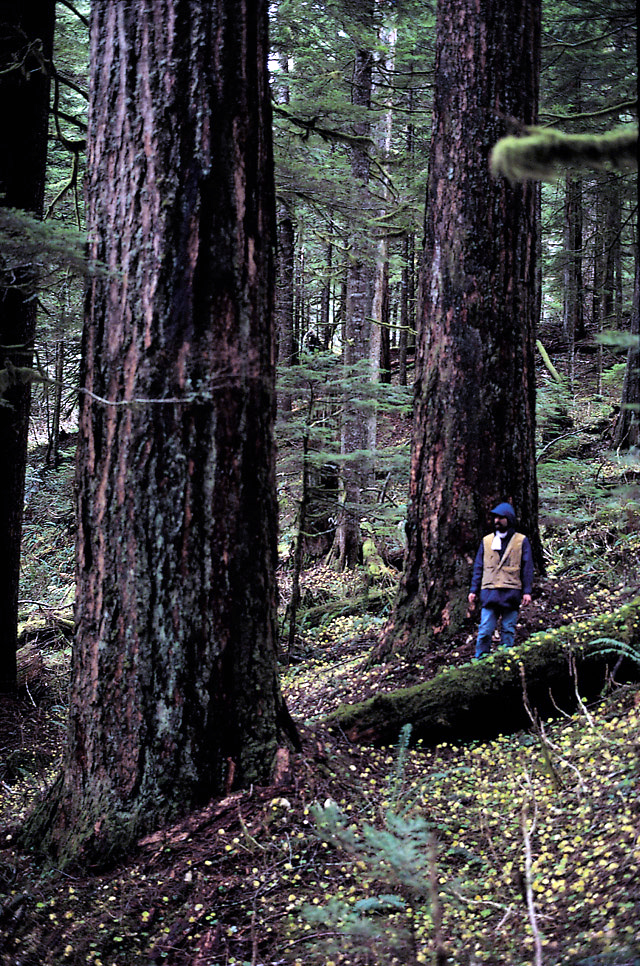
Oude douglassparren in Mount Hood National Forest

Het Mount Hood National Forest is een Amerikaans bos onder beheer van de United States Forest Service dat zich zo'n 100 km ten oosten van de grote stad Portland in Oregon bevindt. Het Mount Hood National Forest strekt zich uit van aan de Columbia River Gorge over een groot bosrijk berglandschap in de Cascade Range, met Mount Hood als voornaamste bergtop, tot aan het Olallie Scenic Area, zo'n 100 km zuidwaarts. Het National Forest omvat een gebied ter grootte van 4.318,17 km².
Het hoofdkwartier van de bosbeheerders bevindt zich in Sandy (Oregon). Het bos is ingedeeld in vier afzonderlijke districten met een eigen ranger station: Barlow, Clackamas River, Hood River en Zigzag.

## Recreatie
Het Mount Hood National Forest is een van de meest bezochte nationale bossen in de Verenigde Staten en ontvangt meer dan 4 miljoen bezoekers per jaar. Minder dan vijf percent van hen kamperen in het bos. Er zijn 170 ontwikkelde recreatiegebieden in het bos, waaronder Timberline Lodge, Lost Lake, Burnt Lake, Trillium Lake, Timothy Lake, Rock Creek Reservoir en het Old Oregon Trail. 
Populaire vormen van recreatie zijn vissen, varen, wandelen, bergwandelen, jagen, raften, paardrijden, skiën (bijvoorbeeld bij Timberline Lodge op Mount Hood), mountainbiken, bessen plukken, paddenstoelen verzamelen, enzovoort. Een deel van het Pacific Crest Trail loopt door het National Forest langs de flanken van Mount Hood. Die berg is zelf een populair bestemming voor bergbeklimmers. Mount Hood is de tweede meest beklommen berg op aarde.
Verschillende non-profitorganisaties organiseren gratis begeleide wandelingen in het Mount Hood National Forest om een draagvlak uit te bouwen voor extra beschermingsmaatregelen, bijvoorbeeld tegen houtkap en het gebruik van voertuigen off-road.